# Loeselia
Loeselia là một chi thực vật có hoa trong họ Polemoniaceae.

## Loài
Chi Loeselia gồm các loài: